# Litteraturåret 1933

## Händelser

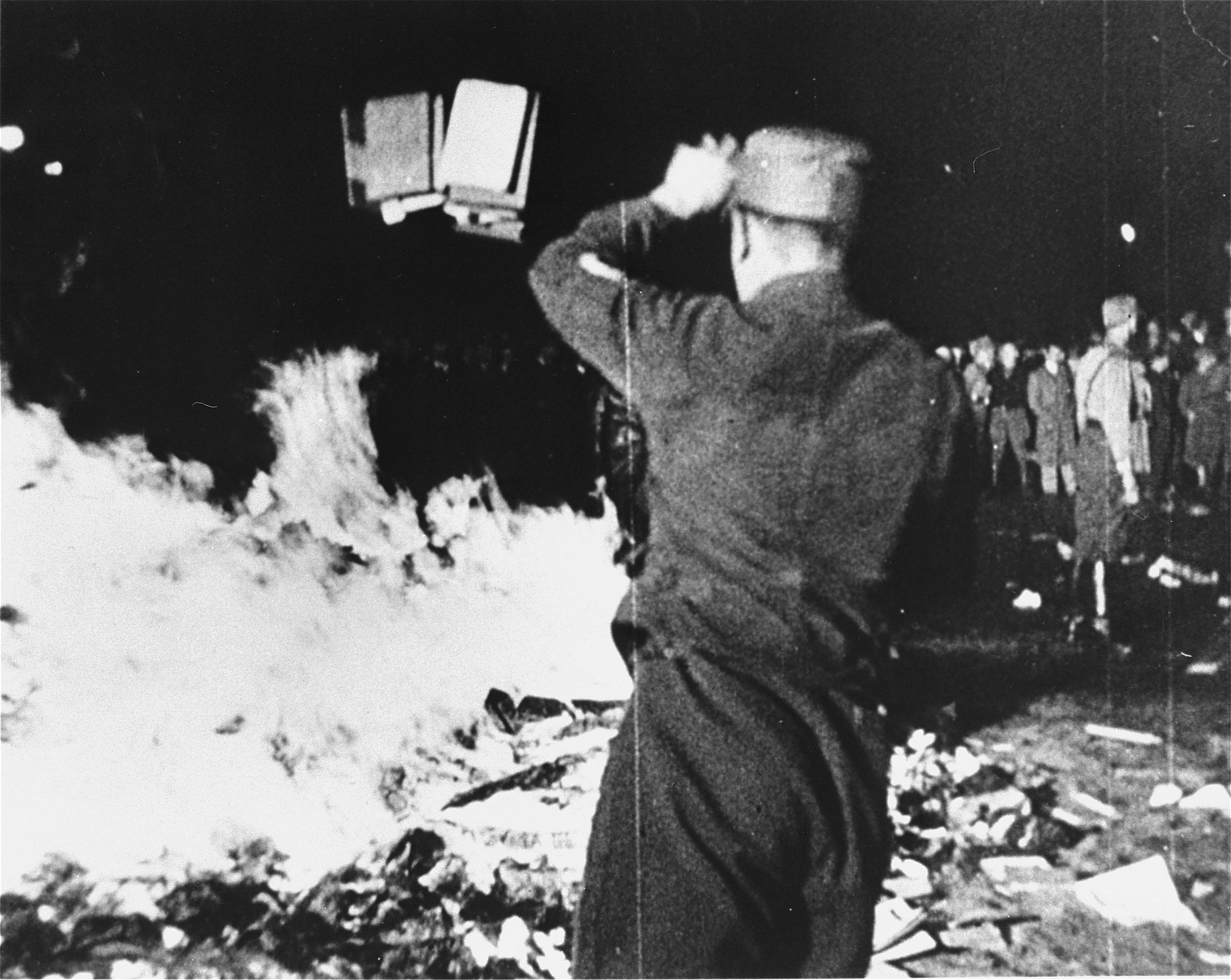
Nazisterna gör bokbål i Berlin.

- 10 maj – Nationalsocialisterna i Tyskland tänder ett bokbål i Berlin[1], där böcker av bland andra Heinrich Mann, Erich Maria Remarque, Karl Marx, Heinrich Heine, Ernst Bloch och Sigmund Freud bränns utanför operan.
- November – Den svenska "statarskolan" slår igenom i svensk litteratur, Moa Martinson debuterar med romanen Kvinnor och äppelträd, Jan Fridegård med En natt i juli[1] och Ivar Lo-Johansson med statarromanen Godnatt, jord[1].
- 17 december – Astrid Lindgren får sina första sagor för barn publicerade; Jultomtens underbara bildradio i Stockholms-Tidningen och Johans äventyr på julafton i Landsbygdens jul[2].
- 6 december - Vid rättstvisten USA mot One Book Called Ulysses i USA slår distriktsdomare John M. Woolsey fast att James Joyces roman Ulysses inte i sin helhet är pornografisk och därför går det inte att döma för obscenitet.[3]

### Utan datum
- Kleistpriset upphör.

## Priser och utmärkelser
- Nobelpriset – Ivan Bunin, Sovjet[4]
- De Nios Stora Pris – K.G. Ossiannilsson

## Nya böcker

### A – G
- Bock i örtagård av Fritiof Nilsson Piraten
- Bödeln av Pär Lagerkvist
- De långhåriga merovingerna (essäer) av Frans G. Bengtsson
- Den röda ponnyn av John Steinbeck
- Drömmarna i Häxhuset av H.P. Lovecraft
- En natt i juli av Jan Fridegård
- Fransk surrealism (antologi) av Gunnar Ekelöf
- Godnatt, jord av Ivar Lo-Johansson[5]

### H – N
- Hatet: Tysk samtidshistoria av Heinrich Mann
- Höst av Selma Lagerlöf[6]
- Jordisk lust av John Steinbeck
- Kap Farväl! av Harry Martinson
- Kvinnor och äppelträd av Moa Martinson[5]
- Kärlek i tjugonde seklet av Hjalmar Gullberg
- Maitreyi av Mircea Eliade
- Mans kvinna av Vilhelm Moberg
- Merit vaknar av Karin Boye
- Negerkust av Artur Lundkvist

### O – U
- Ombyte av tåg av Walter Ljungquist (debut)
- Regn i gryningen av Eyvind Johnson
- Sagan om den nyfikna abborren av Elsa Beskow[7]
- Skriften på jordgolvet av Selma Lagerlöf[6]

### V – Ö
- Valda sidor och essays 1908–1930 av Vilhelm Ekelund

## Födda
- 16 januari – Susan Sontag, amerikansk författare.
- 26 januari – Hans Björkegren, svensk journalist, översättare och författare.
- 5 februari – Jörn Donner, finlandssvensk författare, filmproducent, journalist, kritiker, politiker och professor.
- 14 februari – Jan Mårtenson, svensk diplomat och författare av bland annat kriminalromaner.
- 14 mars – Anu Kaipainen, finländsk författare.
- 25 april – Per Gunnar Evander, svensk författare manusförfattare och regissör.
- 10 maj – Arne Upling, svensk författare och översättare.
- 24 maj – Bengt Martin, svensk författare.
- 10 juni – Hjördis Piuva Andersson, tornedalsk konstnär och författare.
- 12 juli – Donald E. Westlake, amerikansk deckarförfattare.
- 3 augusti – Sven Christer Swahn, svensk författare, översättare, litteraturkritiker och litteraturvetare.
- 10 augusti – Stuart Holroyd, engelsk författare.
- 27 augusti – Kerstin Ekman, svensk författare och ledamot av Svenska Akademien.
- 18 september – Olle Högstrand, svensk journalist och författare.
- 24 september – Geneviève Dormann, fransk romanförfattarinna och journalist.
- 20 november – Per Wästberg, svensk författare och ledamot av Svenska Akademien.
- 2 december – Kent Andersson, svensk skådespelare, manusförfattare och dramatiker.
- 24 december – Eva Engström, svensk skådespelare, regissör, manusförfattare och författare.

## Avlidna
- 29 januari – Sara Teasdale, 48, amerikansk poet och kulturpersonlighet.
- 31 januari – John Galsworthy, 65, brittisk författare, nobelpristagare 1932.
- 22 mars – Uuno Kailas, 31, finländsk författare.
- 14 juli – Raymond Roussel, 56, fransk romanförfattare och dramatiker.
- 4 december – Stefan George, 65, tysk poet.

### Fotnoter
1. 1 2 3  20:e århundrades När Var Hur - 1933, Bernt Himmelstedt, Forum, 1999
2. ↑  ”Astrid Lindgren”. http://www.astridlindgren.se/mer-fakta/utvalda-artal. Läst 21 mars 2011.
3. ↑  5 F.Supp. 182 (S.D.N.Y. 1933).
4. ↑  ”Nobelpriset i litteratur”. https://www.nobelprize.org/prizes/lists/all-nobel-prizes-in-literature/. Läst 20 mars 2011.
5. 1 2  Sverige 1900-talet – Arbetets ansikten i litteraturen, NE, Bra Böcker, 2000
6. 1 2  ”Selma Lagerlöfs böcker”. Arkiverad från originalet den 27 augusti 2011. https://web.archive.org/web/20110827002154/http://selmalagerlof.org/bocker.html. Läst 12 april 2011.
7. ↑  ”Elsa Beskows boktitlar”. Arkiverad från originalet den 14 december 2012. https://web.archive.org/web/20121214172009/http://kampanj.bonniercarlsen.se/beskow/titlar1.htm. Läst 12 april 2011.